# Raniżów (gmina)
Raniżów [raˈniʐuf] est une commune rurale de la Voïvodie des Basses-Carpates et du powiat de Kolbuszowa. Elle s'étend sur 96,8 km² et comptait 7 292 habitants en 2010.
Elle se situe à environ 16 kilomètres à l'est de Kolbuszowa et à 26 kilomètres au nord de Rzeszów, la capitale régionale.